# Automotive Lighting
Automotive Lighting, es una division de CRF (Centre Ricerque Fiat), dedicada a la fabricación de sistemas de iluminación para la industria automovilística.

## Historia
- 1912 : Carello comercializa el primer faro electrónico europeo.
- 1913 : Bosch presenta el primer sistema de iluminación completo, batería, alternador.
- 1930 : Bosch vende los primeros faros antiniebla.
- 1931 : Magneti Marelli produce el primer sistema de iluminación para trenes.
- 1957 : Bosh produce el primer faro integrado por luces largas y cortas, intermitentes y luces de posición. Carello produce el primer reflector asimétrico.
- 1962 : Carello produce la primera aplicación del faro halógeno.
- 1964 : Carello lanza los primeros antiniebla alógenos.
- 1967 : Carello presenta el JOD 170, un faro de doble bombilla.
- 1972 : Bosch presenta un faro con lámpara H4 doble.
- 1987 : Magneti Marelli crea Lighting Group que reagrupa todas sus empresas en el sector de la iluminación.
- 1988 : Magneti Marelli adquiere Carello.
- 1991 : Bosch introduce el primer sistema de iluminación por xenón.
- 1997 : Magneti Marelli comercializa el primer sistema LED para Maserati.
- 1999 : Se funda Automotive Lighting, joint venture especialista en sistemas de iluminación, poseída a partes iguales entre Bosch e Magneti Marelli,
- 2001 : Magneti Marelli compra el Grupo Seima, fabricante de bombilla. Comprende las empresas Axo, Yorka y Seima Italiana. La distribución de la joint venture cambia: Magneti Marelli 75% y Bosch 25%.
- 2002 : Se lanza el primer sistema de iluminación LED para el Lancia Thesis.
- 2003 : Automotive Lighting es la primera empresa en lanzar un sistema para iluminación dinámica en curvas, para el BMW Serie 3 cabrio. Bosh se retira del capital de la empresa y Magneti Marelli adquiere su totalidad.
- 2004 : Automotive Lighting se convierte en una filial del grupo Magneti Marelli.
- 2005 : Magneti Marelli adquiere Mako, un fabricante turco de faros para automóviles. Automotive Lighting comienza la fabricación de una nueva fábrica en China.
- 2019 : Magneti marelli es vendida por Fiat al grupo Calsonic. Segregando de la venta, Automotive Lighting y quedando esta bajo propiedad del grupo Fiat Chrysler Automobiles, siendo filial de FCA.

## Productos
- Iluminación LED

- Sistemas Xenón

- Sistemas halógenos

- Luces de día.

- Iluminación adaptativa.

- Sistemas de nivelación.

- Sistemas de autolavado de faros.

## Fábricas

### Europa
- Jihlava (República Checa)
- Brotterode (Alemania)
- Reutlingen (Alemania)
- Barcelona (España)
- Angoulème (Francia)
- París (Francia)
- St. Julien (Francia)
- Tolmezzo (Italia)
- Venaria (Italia)
- Sosnowiec (Polonia)
- Ryazan (Rusia)
- Bursa (Turquía)

### Norte América
- Juárez (México)
- Tepotzotlán (México)
- Detroit Area (Estados Unidos de América)
- Pulaski, Tennessee (EUA)
- Toluca (México)

### América del Sur
- Contagem (Brasil)

### Asia
- Wuhu (China)
- Shanghái (China)
- Yokohama (Japón)
- Penang (Malasia)